# Peripatos
Il Peripato o Peripatos (greco περίπατος, "percorso") è un'antica via situata ai piedi dell'Acropoli di Atene che collegava i numerosi santuari che sorgevano alle pendici dell'acropoli, compiendo un percorso circolare attorno alla rocca. Il percorso che è stato ripristinato a fini storico-turistici, partendo dal versante occidentale, gira attorno al versante settentrionale dell'Acropoli (di cui faceva parte un'area sacra che era chiamata Pelasgikón), giungendo fino a nord dell'Odeo di Pericle. Un ulteriore tratto nel versante meridionale collega il Teatro di Dioniso, passando a fianco della Stoà di Eumene, con il punto di partenza.
Sul versante orientale dell'Acropoli lungo la via è situata un'iscrizione del IV secolo a.C., indicante il nome del percorso e la sua lunghezza di cinque stadi e diciotto piedi, corrispondenti a circa 1100 metri.
Nell'ambito di un progetto di "unificazione dei luoghi Archeologici di Atene" attuato tra il 1997 e il 2004, l'antico itinerario del Peripatos è stato reso accessibile al pubblico.
Con lo stesso nome di Peripatos è stato inoltre aperto un altro percorso a sud dell'Acropoli lungo via Dionysiou Areopagitou (Λόφος Ακρόπολης), passando a sud dell'Odeo di Erode Attico e a nord del Museo dell'Acropoli.

## Itinerario

Mappa dell'Acropoli di Atene con il percorso odierno del Peripato

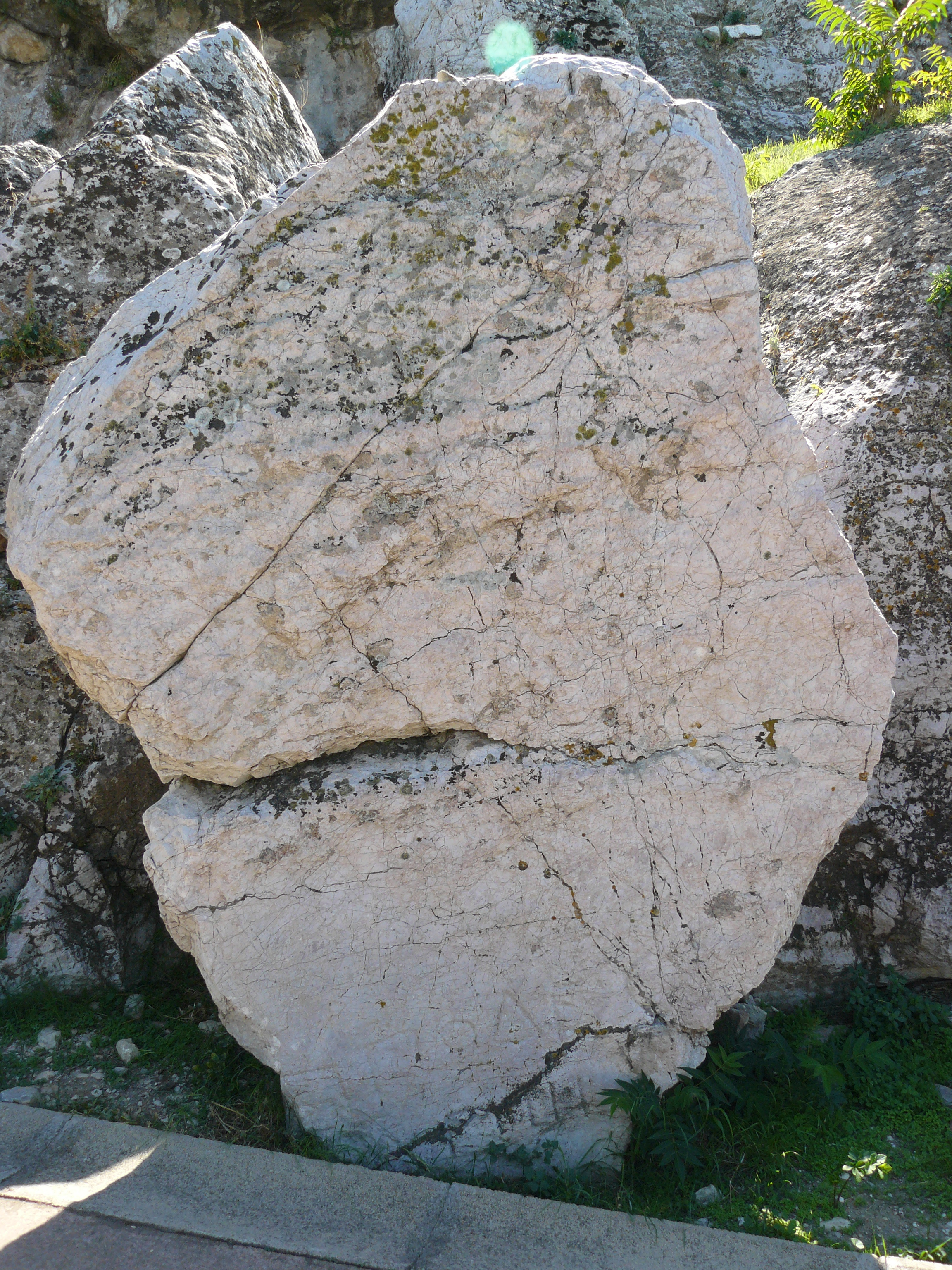
Roccia con l'iscrizione del Peripato

Nel versante settentrionale dell'acropoli, andando da ovest verso est, lungo il percorso si incontrano:
- 22. Inizio del Peripatos (sotto i Propilei)
- 28. Confluenza della Via Panatenaica
- 23. Fonte Clepshydra
- 24. Grotta di Apollo Hypocraisus; grotta di Zeus Olimpio; grotta di Pan
- 21. Fonte micenea
- 25. Santuario di Afrodite ed Eros
- 26. Iscrizione del Peripatos
- 27. Aglaureion (Grotta di Aglauro)

Nel versante meridionale, andando da est a ovest:

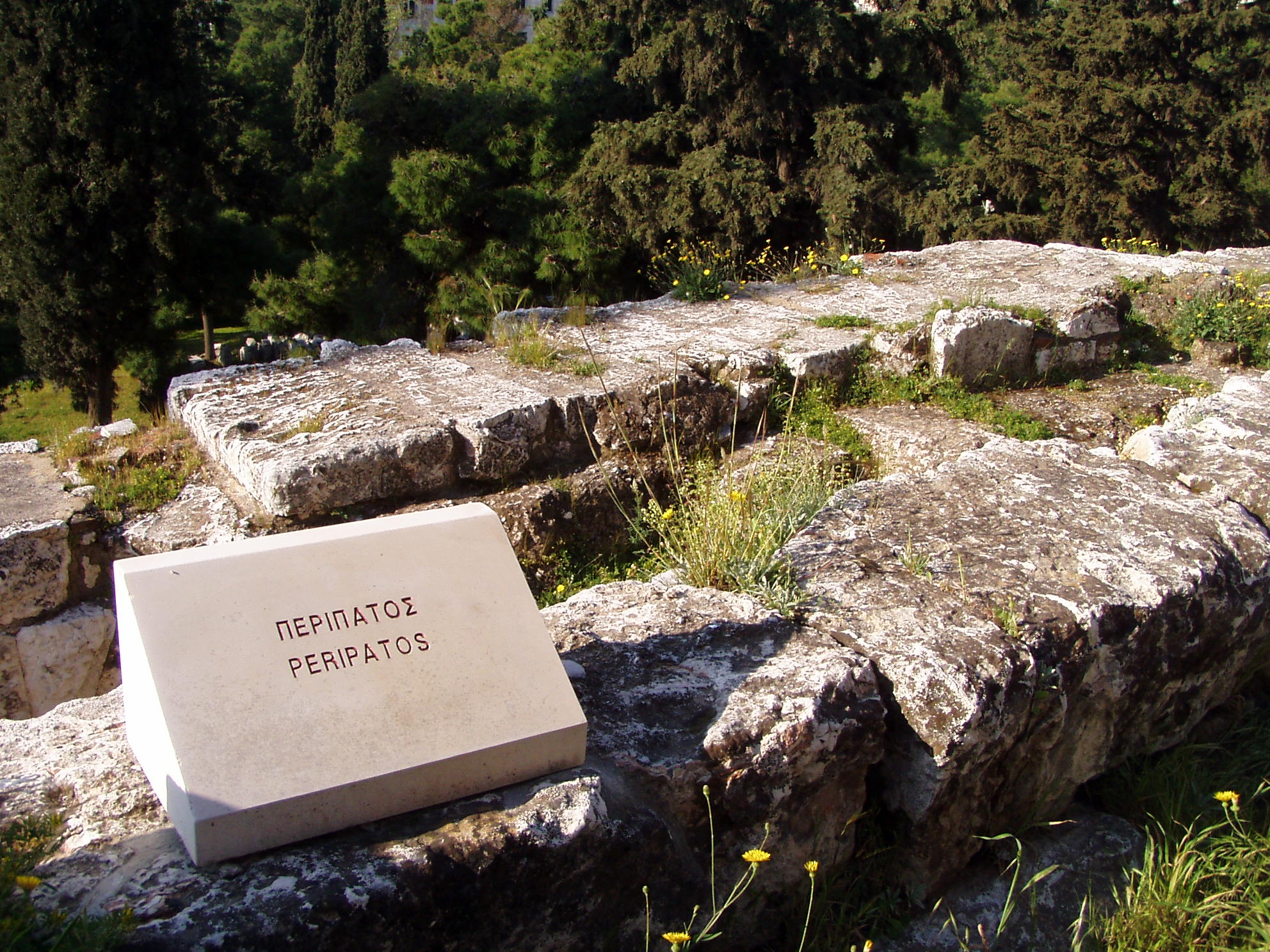
Tratto della Stoà di Eumene lungo il Peripatos

- 18. Teatro di Dioniso
- 17. Santuario di Asclepio
- 16. Stoà di Eumene
- 7. Santuario di Egeo
- 6. Tempio di Atena Nike